# Operace Tin

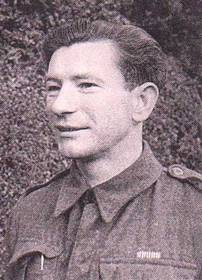
Rotný Ludvík Cupal

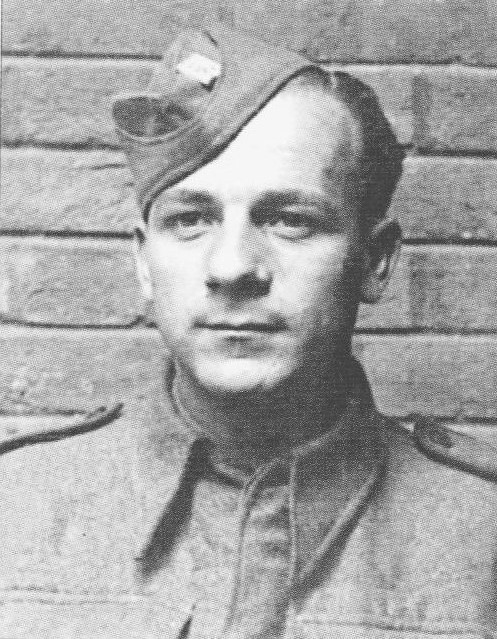
Jaroslav Švarc

Operace Tin byl krycí název pro paradesantní výsadek vyslaný během II. světové války z Anglie na území Protektorátu Čechy a Morava. Výsadek byl organizován zpravodajským odborem exilového Ministerstva národní obrany a byl řazen do první vlny výsadků.

## Složení a úkoly
Paravýsadek tvořili rotní Ludvík Cupal a Jaroslav Švarc. Jejich úkolem bylo provést atentát na ministra školství a propagandy protektorátní vlády Emanuela Moravce, jenž se stal symbolem zrady a kolaborace.

## Činnost
Výsadek proběhl v noci z 29. na 30. dubna 1942 spolu se skupinou Intransitive ve středních Čechách nedaleko vsi Padrť u Rožmitálu. Skupina se však při seskoku rozdělila a nenalezla výstroj. Oba výsadkáři si při doskoku zranili nohu. Cupal si navíc způsobil i vážné vnitřní zranění, ze kterého už se nikdy plně nevyléčil.
Švarcovi se podařilo dostat přes Plzeň do Prahy a spojit se s Opálkou. Skrýval se s pomocí odbojové skupiny Jindra, doléčil si zranění a hledal kontakt na svého druha Cupala, kterého se ovšem nedočkal. Stejně jako šest dalších výsadkářů se koncem května 1942 ukryl v kryptě kostela sv. Cyrila a Metoděje (sv. Karla Boromejského) v Resslově ulici, kde se po tuhém boji s gestapem 18. června zastřelil.
Zraněný Cupal byl po seskoku nalezen Vojtěchem Lukaštíkem z Intransitive. Ten ho odvezl nejprve na záchytnou adresu do Rokycan k penzionovanému železničáři Václavu Stehlíkovi, který zajistil ošetření u doktora Zdenko Čápa. Poté odjeli 1. května na Moravu. Ukrýval se nedaleko svého rodiště ve Velehradě na Slovácku za pomoci příbuzných a známých. Tam se opět spojil s Lukaštíkem a rozhodli se realizovat sabotážní akce, když původně zamýšlené přemístění do Prahy ztratilo po heydrichiádě smysl. Dne 18. září se pokusili o sabotáž železniční tratě mezi obcemi Polešovice a Nedakonice, čímž zavdali důvod k pátrání gestapa. V noci z 8. na 9. ledna 1943 byl vypátrán Lukaštík, který při následném útoku gestapa zahynul. Cupalův úkryt gestapu prozradil až jeho otec, který gestapu pomáhal i při synově zatýkání. K tomu došlo 15. ledna 1943, kdy byl Cupal obklíčen ve svém úkrytu v cihelně u Velehradu. Zde se v bezvýchodné situaci zastřelil.

## Připomínka
Ve Věšíně, u rozcestí u chaty Václavka, připomíná operace Intransitive a Tin pomník.

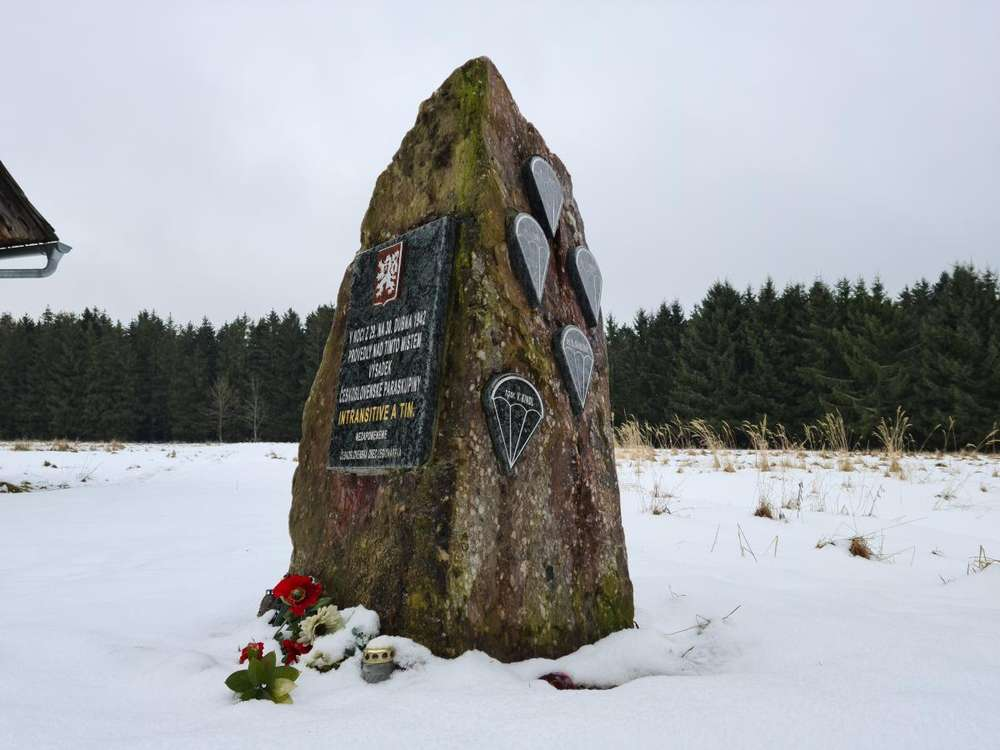
Pomník parašutistů Intransitive a Tin, Věšín